# José María Morelos (Quintana Roo)
José María Morelos es una pequeña ciudad del estado mexicano de Quintana Roo, cabecera del municipio del mismo nombre, que se encuentra en el interior del estado. Fue fundada bajo el nombre de Kilómetro Cincuenta. 
Es una de las principales poblaciones de la llamada Zona Maya de Quintana Roo; sus principales actividades económicas siguen siendo la explotacón agrícola y forestal. El territorio municipal está emplazado en lo que se denominó el cacicazgo de Cochuah a la llegada de los conquistadores de Yucatán a principios del siglo XVI.

## Historia
La actual población de José María Morelos tuvo su origen a mediados del siglo XX, iniciando como un campamento que se dedicaba a la explotación del chicle y las maderas preciosas de la selva que lo rodean, la mayoría de sus pobladores iniciales eran emigrantes de otros estados del país, llegados a Quintana Roo por la promoción que daba el gobierno a la colonización y desarrollo ecónómico del territorio.
Por estar localizado a 50 kilómetros de Peto, Yucatán, fue inicialmente denominado como Kilómetro Cincuenta, nombre por el que aún se le denomina ocasionalmente.
En 1974 fue erigido el municipio de José María Morelos (en honor del héroe de la Independencia de México José María Morelos y Pavón), convirtiéndose Kilómetro Cincuenta en su cabecera, para lo cual fue elevada a la categoría de ciudad, recibiendo el mismo nombre del naciente municipio.

## Presidentes Municipales[5]
- (1975 - 1978): José Cirilo Flota Valdez
- (1978 - 1981):  Artemio Caamal Hernández
- (1981 - 1984): Tomás Alfredo Flota Medina
- (1984 - 1987): Fermín Sosa Castilla
- (1987 - 1990): Sergio Miguel De La Cruz Osorno
- (1990): Eduardo José Espadas Tuyub
- (1990 - 1993): José Francisco Sosa Dzul
- (1993 - 1996): Ismael Gómez Tox
- (1996 - 1999): Roger Cristino Flota Medina
- (1999 - 2002): José Domingo Flota Castillo
- (2002 - 2005): Germán Aurelio Parra López
- (2005 - 2008): Pedro Enrique Pérez Díaz
- (2008 - 2011): Otto Ventura Osorio
- (2011 - 2013): José Domingo Flota Castillo
- (2013 - 2016): Juan Manuel Parra López
- (2016 - 2018): José Dolores Baladez Chi
- (2018 - 2021): Sofia Alcocer Alcocer
- (2021 - 2024): Erik Noé Borges Yam
- (2024 - 2027): Erik Noé Borges Yam